# Brightstar Corporation

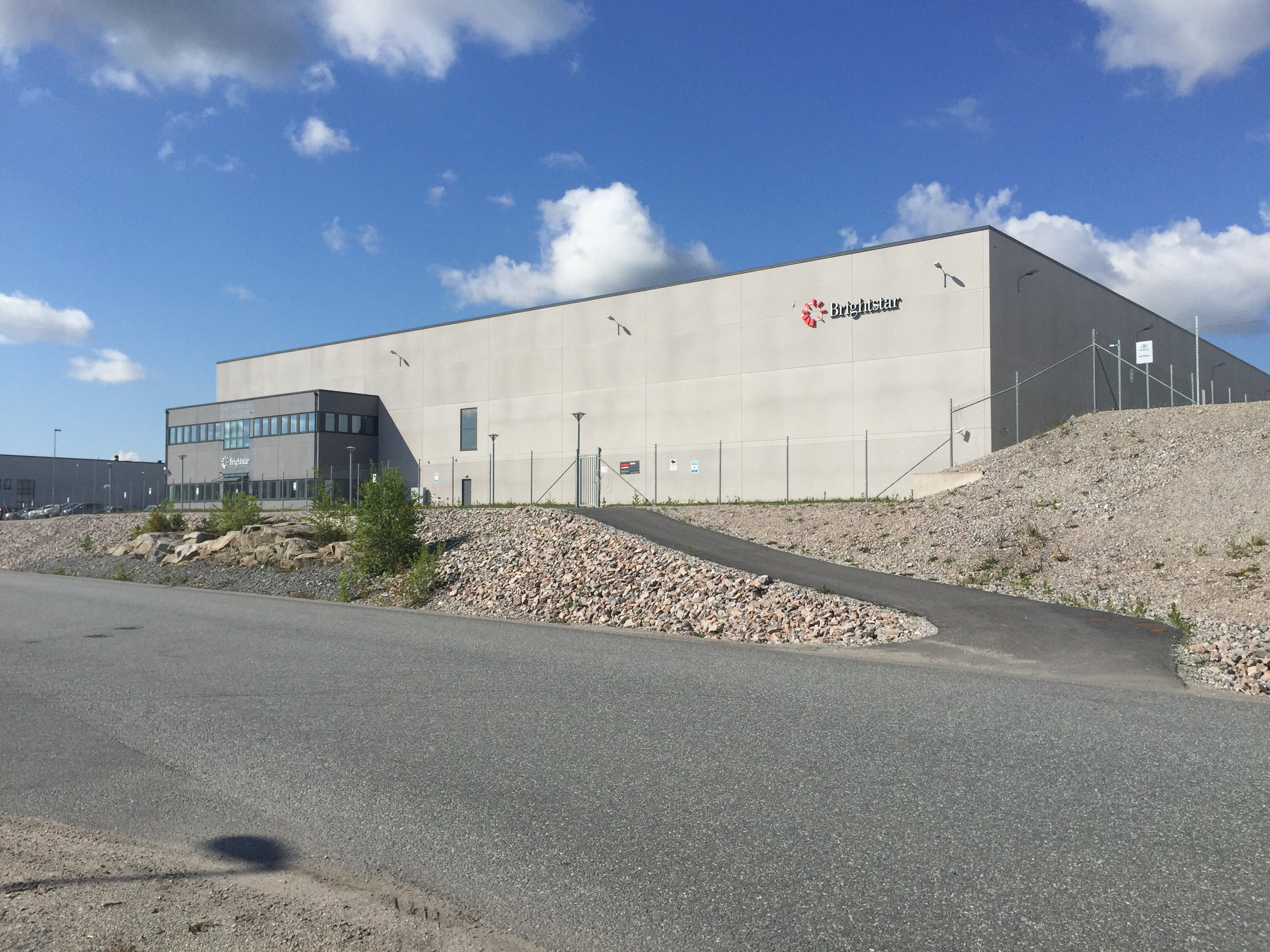
Brightstars svenska lager

Brightstar Corp. är ett amerikanskt privatägt företag, med huvudkontor i Miami, Florida. Företaget erbjuder distributionslösningar och tjänster kring mobiltelefoni och annan utrustning för trådlös kommunikation.
Brightstar grundades 1997 av Marcelo Claure. Japanska Softbank group köpte 2013 en majoritetspost på 57% av aktierna i bolaget för 1,26 miljarder dollar. Strax därefter förvärvades den brittiska distributören 20:20 Mobile, vilket utökade Brightstars verksamhet till 13 europeiska länder, inklusive Sverige, Norge, Danmark, Finland. Brightstar blev därmed Nordens största distributör av mobiltelefoner. 2020 sålde Softbank merparten av sina aktier till investeringsbolaget Brightstar Capital Partners, som därmed blev majoritetsägare med 75% av aktierna i bolaget.
I januari 2021 rapporterade Sveriges Television att Brightstar var anklagade för inblandning i momsbedrägerier med mobiltelefoner och att Skatteverket hade krävt återbetalning av en kvarts miljard kronor. Bolaget meddelade att de planerade att överklaga Skatteverkets beslut. I maj samma år meddelade Brightstar att man avvecklade den svenska verksamheten och lämnade marknaden.